# Monistrol-d'Allier
Pour les articles homonymes, voir Monistrol (homonymie).
Monistrol-d'Allier est une commune française située dans le département de la Haute-Loire en région Auvergne-Rhône-Alpes.

## Géographie

### Localisation
La commune de Monistrol-d'Allier se trouve en région Auvergne-Rhône-Alpes, dans la partie sud du département de la Haute-Loire, sur le cours de la rivière Allier, à moins de 10 km à vol d'oiseau de la Lozère au sud, 22 km du Cantal à l'ouest et 30 km de l'Ardèche au sud-est.
Par la route, sa préfecture le Puy-en-Velay est à 27 km au nord-est,, sa sous-préfecture Brioude à 59 km nord-nord-ouest, et, à 30 km au nord-ouest, son chef-lieu de canton Langeac, bureau centralisateur du canton de Gorges de l'Allier-Gévaudan dont dépend la commune depuis 2015 pour les élections départementales.
La commune, traversée par le 45e parallèle nord, est de ce fait située à égale distance du pôle Nord et de l'équateur terrestre (environ 5 000 km).

### Communes proches et limitrophes
Les communes les plus proches sont, : Saint-Privat-d'Allier (3,7 km), Saint-Didier-d'Allier (3,8 km), Saint-Jean-Lachalm (6,0 km), Saint-Préjet-d'Allier (6,1 km), Cubelles (6,6 km), Saint-Bérain (7,2 km), Alleyras (7,5 km), Saugues (7,6 km).
| Cubelles              | Prades             | Saint-Bérain          |
| Saugues               | Monistrol-d'Allier | Saint-Privat-d'Allier |
| Saint-Préjet-d'Allier | Alleyras           | Saint-Jean-Lachalm    |

### Description
Monistrol-d'Allier se situe à 610 m d'altitude. Le point culminant est atteint au sommet du bois de la Rodde qui culmine à 1 074 m : la plus basse altitude est à 551 m, au nord de la commune, au point où l'Allier sort du territoire communal.
Deux gorges aux roches basaltiques convergent vers le site encaissé de Monistrol-d'Allier.

### Voies de communication et transports

#### Routes
Le village est desservi par la route nationale 589, reliant Le Puy-en-Velay à Chaudes-Aigues.

#### Voies ferrées
La commune de Monistrol-d'Allier est située sur la ligne des Cévennes.

### Climat
Pour des articles plus généraux, voir Climat d'Auvergne-Rhône-Alpes et Climat de la Haute-Loire.
En 2010, le climat de la commune est de type climat des marges montargnardes, selon une étude du Centre national de la recherche scientifique s'appuyant sur une série de données couvrant la période 1971-2000. En 2020, Météo-France publie une typologie des climats de la France métropolitaine dans laquelle la commune est exposée à un climat de montagne ou de marges de montagne et est dans la région climatique Sud-est du Massif Central, caractérisée par une pluviométrie annuelle de 1 000 à 1 500 mm, minimale en été, maximale en automne.
Pour la période 1971-2000, la température annuelle moyenne est de 9,9 °C, avec une amplitude thermique annuelle de 16,2 °C. Le cumul annuel moyen de précipitations est de 793 mm, avec 8,5 jours de précipitations en janvier et 6,6 jours en juillet. Pour la période 1991-2020, la température moyenne annuelle observée sur la station météorologique de Météo-France la plus proche, « Saugues-Sa », sur la commune de Saugues à 8 km à vol d'oiseau, est de 8,1 °C et le cumul annuel moyen de précipitations est de 785,1 mm,. Pour l'avenir, les paramètres climatiques de la commune estimés pour 2050 selon différents scénarios d'émission de gaz à effet de serre sont consultables sur un site dédié publié par Météo-France en novembre 2022.

## Urbanisme

### Typologie
Au 1er janvier 2024, Monistrol-d'Allier est catégorisée commune rurale à habitat très dispersé, selon la nouvelle grille communale de densité à sept niveaux définie par l'Insee en 2022.
Elle est située hors unité urbaine. Par ailleurs la commune fait partie de l'aire d'attraction du Puy-en-Velay, dont elle est une commune de la couronne,. Cette aire, qui regroupe 59 communes, est catégorisée dans les aires de 50 000 à moins de 200 000 habitants,.

### Occupation des sols
L'occupation des sols de la commune, telle qu'elle ressort de la base de données européenne d’occupation biophysique des sols Corine Land Cover (CLC), est marquée par l'importance des forêts et milieux semi-naturels (65,6 % en 2018), une proportion identique à celle de 1990 (65,6 %). La répartition détaillée en 2018 est la suivante : 
forêts (65 %), prairies (26,9 %), zones agricoles hétérogènes (6 %), zones urbanisées (1,5 %), milieux à végétation arbustive et/ou herbacée (0,5 %). L'évolution de l’occupation des sols de la commune et de ses infrastructures peut être observée sur les différentes représentations cartographiques du territoire : la carte de Cassini (XVIIIe siècle), la carte d'état-major (1820-1866) et les cartes ou photos aériennes de l'IGN pour la période actuelle (1950 à aujourd'hui).

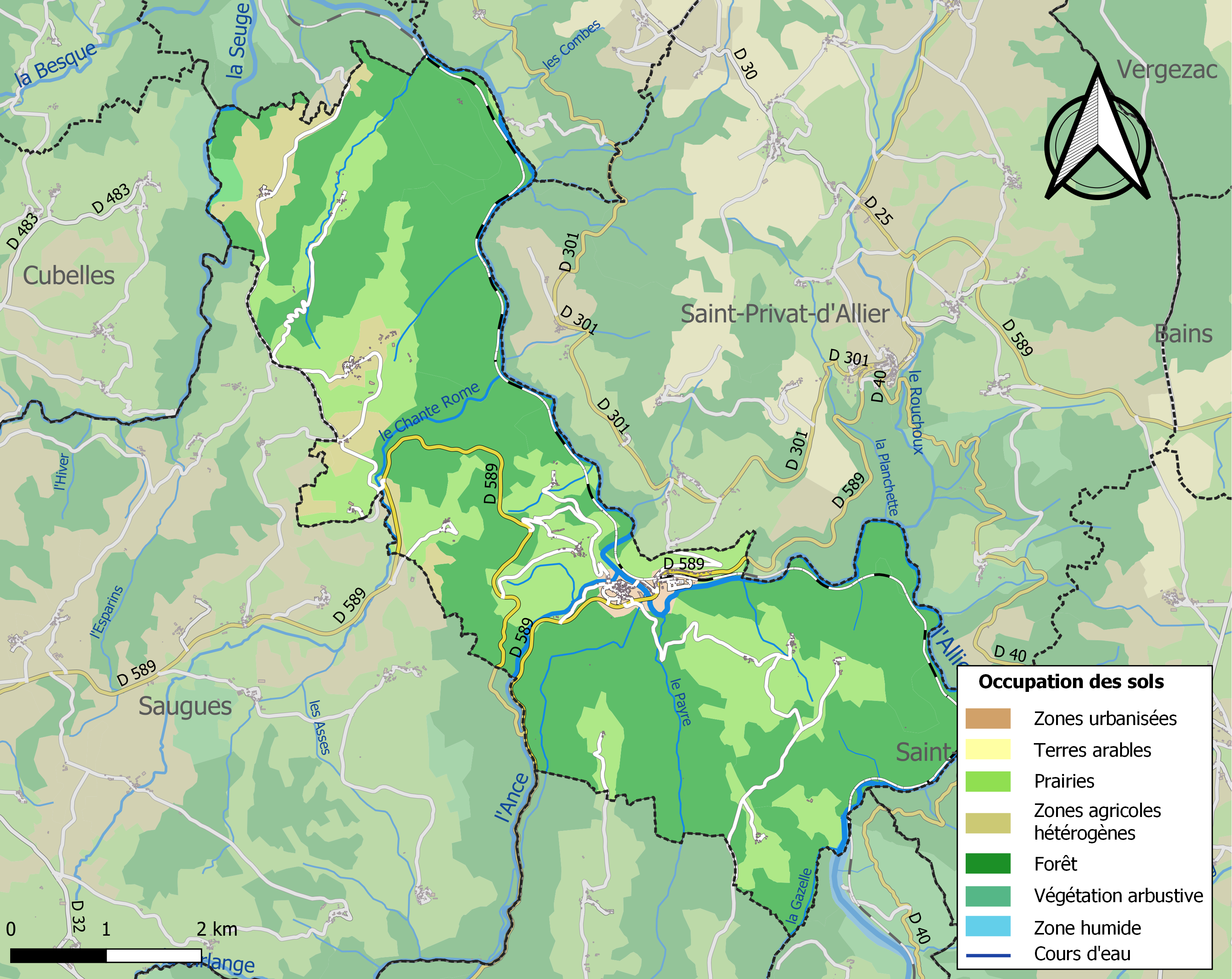
Carte des infrastructures et de l'occupation des sols de la commune en 2018 (CLC).

### Habitat et logement
En 2018, le nombre total de logements dans la commune était de 258, alors qu'il était de 260 en 2013 et de 277 en 2008.
Parmi ces logements, 41,7 % étaient des résidences principales, 43,4 % des résidences secondaires et 14,9 % des logements vacants. Ces logements étaient pour 90,9 % d'entre eux des maisons individuelles et pour 7,9 % des appartements.
Le tableau ci-dessous présente la typologie des logements à Monistrol-d'Allier en 2018 en comparaison avec celle de la Haute-Loire et de la France entière. Une caractéristique marquante du parc de logements est ainsi une proportion de résidences secondaires et logements occasionnels (43,4 %) supérieure à celle du département (16,1 %) et à celle de la France entière (9,7 %). Concernant le statut d'occupation de ces logements, 80,9 % des habitants de la commune sont propriétaires de leur logement (79,8 % en 2013), contre 70 % pour la Haute-Loire et 57,5 pour la France entière.
| Typologie                                               | Monistrol-d'Allier | Haute-Loire | France entière |
| ------------------------------------------------------- | ------------------ | ----------- | -------------- |
| Résidences principales (en %)                           | 41,7               | 71,5        | 82,1           |
| Résidences secondaires et logements occasionnels (en %) | 43,4               | 16,1        | 9,7            |
| Logements vacants (en %)                                | 14,9               | 12,4        | 8,2            |

## Toponymie
Anciennes mentions : Ecclesia de Monastrols (1145), Monestrol en riba d'Aler, Monistrol (1217), Castrum de Monestrolio (1259), Perochia ecclesiæ Sancti Petri de Monestrol (1259), Prioratus de Monistrolio, Mimatensis dioc. (1293), Monestrolium (1470), Capellania S. Martini Monastrolii (1499), Le prieur de Saint-Martine de Monistrol (1537), Monistrol-d'Allier (1623).
Monistrol signifie petit monastère en Occitan.

## Histoire
La voie Bolène, reliant Feurs (et Lyon au-delà) à Rodez (et au-delà Toulouse et Bordeaux), traversait le département de l'Allier entre le Chapeauroux et Monistrol-d'Allier.
Les inventaires des biens de l'Église, réalisés à la suite de la loi de séparation des Églises et de l'État du 9 décembre 1905, suscitent des résistances dans certaines régions traditionalistes et catholiques, notamment une partie du Massif central. Des manifestations s'y opposent, tandis qu'une circulaire du ministère des Finances du 2 janvier 1906 stipule que « les agents chargés de l’inventaire demanderont l'ouverture des tabernacles », suscitant l'émotion des catholiques.
Le 27 février 1906 dans le village de Champels, a lieu l'inventaire de la chapelle Notre-Dame-d'Estours,. Quelque cent-cinquante manifestants, armés de bâtons, de fourches, et pour certains de barres de fer, se ruent sur le receveur de l'enregistrement qui est accompagné de trois gendarmes ; le receveur de l'enregistrement est molesté, les gendarmes ripostent, la « fusillade » fait quatre blessés légers chez les manifestants.

## Politique et administration

### Découpage territorial
La commune de Monistrol-d'Allier est membre de la communauté d'agglomération du Puy-en-Velay, un établissement public de coopération intercommunale (EPCI) à fiscalité propre créé le 26 décembre 2016 dont le siège est à Le Puy-en-Velay. Ce dernier est par ailleurs membre d'autres groupements intercommunaux.
Sur le plan administratif, elle est rattachée à l'arrondissement de Brioude, au département de la Haute-Loire, en tant que circonscription administrative de l'État, et à la région Auvergne-Rhône-Alpes.
Sur le plan électoral, elle dépend du canton de Gorges de l'Allier-Gévaudan pour l'élection des conseillers départementaux, depuis le redécoupage cantonal de 2014 entré en vigueur en 2015, et de la deuxième circonscription de la Haute-Loire pour les élections législatives, depuis le redécoupage électoral de 1986.

### Liste des maires
| Période                                  | Période                       | Identité        | Étiquette | Qualité |
| ---------------------------------------- | ----------------------------- | --------------- | --------- | ------- |
| Les données manquantes sont à compléter. |                               |                 |           |         |
| mars 2002                                | mars 2014                     | Raymond Ravat   | dvd       |         |
| mars 2014                                | 15 juin 2021                  | Pierre Coupelon |           |         |
| 30 juin 2021                             | En cours (au 06 janvier 2024) | Olivier Dépalle |           |         |

## Population et société

### Démographie

#### Évolution démographique
L'évolution du nombre d'habitants est connue à travers les recensements de la population effectués dans la commune depuis 1793. Pour les communes de moins de 10 000 habitants, une enquête de recensement portant sur toute la population est réalisée tous les cinq ans, les populations de référence des années intermédiaires étant quant à elles estimées par interpolation ou extrapolation. Pour la commune, le premier recensement exhaustif entrant dans le cadre du nouveau dispositif a été réalisé en 2004.

En 2022, la commune comptait 219 habitants, en évolution de +11,17 % par rapport à 2016 (Haute-Loire : +0,36 %, France hors Mayotte : +2,11 %).
| 1793 | 1800 | 1806 | 1821 | 1831 | 1836 | 1841 | 1846  | 1851  |
| ---- | ---- | ---- | ---- | ---- | ---- | ---- | ----- | ----- |
| 800  | 800  | 833  | 919  | 908  | 882  | 968  | 1 060 | 1 060 |

| 1856  | 1861  | 1866  | 1872  | 1876  | 1881  | 1886  | 1891  | 1896  |
| ----- | ----- | ----- | ----- | ----- | ----- | ----- | ----- | ----- |
| 1 056 | 1 022 | 1 441 | 1 218 | 1 173 | 1 129 | 1 126 | 1 082 | 1 048 |

| 1901  | 1906  | 1911 | 1921  | 1926  | 1931 | 1936 | 1946 | 1954 |
| ----- | ----- | ---- | ----- | ----- | ---- | ---- | ---- | ---- |
| 1 017 | 1 077 | 974  | 1 211 | 1 088 | 901  | 884  | 726  | 631  |

| 1962 | 1968 | 1975 | 1982 | 1990 | 1999 | 2004 | 2006 | 2009 |
| ---- | ---- | ---- | ---- | ---- | ---- | ---- | ---- | ---- |
| 557  | 490  | 395  | 340  | 312  | 256  | 222  | 219  | 219  |

| 2014 | 2019 | 2022 | - | - | - | - | - | - |
| ---- | ---- | ---- | - | - | - | - | - | - |
| 199  | 211  | 219  | - | - | - | - | - | - |

#### Pyramide des âges
La population de la commune est relativement âgée.
En 2018, le taux de personnes d'un âge inférieur à 30 ans s'élève à 20,8 %, soit en dessous de la moyenne départementale (31 %). À l'inverse, le taux de personnes d'âge supérieur à 60 ans est de 44,1 % la même année, alors qu'il est de 31,1 % au niveau départemental.
En 2018, la commune comptait 108 hommes pour 98 femmes, soit un taux de 52,43 % d'hommes, largement supérieur au taux départemental (49,13 %).
Les pyramides des âges de la commune et du département s'établissent comme suit.
| Hommes | Classe d’âge | Femmes |
| ------ | ------------ | ------ |
| 2,7    | 90 ou +      | 1,0    |
| 9,9    | 75-89 ans    | 13,0   |
| 36,0   | 60-74 ans    | 25,0   |
| 23,4   | 45-59 ans    | 20,0   |
| 9,9    | 30-44 ans    | 17,0   |
| 10,8   | 15-29 ans    | 6,0    |
| 7,2    | 0-14 ans     | 18,0   |

| Hommes | Classe d’âge | Femmes |
| ------ | ------------ | ------ |
| 0,9    | 90 ou +      | 2,5    |
| 8,4    | 75-89 ans    | 11,7   |
| 20,4   | 60-74 ans    | 20,5   |
| 21,3   | 45-59 ans    | 20,3   |
| 16,8   | 30-44 ans    | 16,3   |
| 15,2   | 15-29 ans    | 13,2   |
| 17     | 0-14 ans     | 15,6   |

## Économie

### Revenus
En 2018, la commune compte 104 ménages fiscaux, regroupant 202 personnes. La médiane du revenu disponible par unité de consommation est de 17 320 € (20 800 € dans le département).

### Emploi
| Division       | 2008  | 2013  | 2018  |
| -------------- | ----- | ----- | ----- |
| Commune        | 6,4 % | 7,6 % | 7,9 % |
| Département    | 6,3 % | 7,7 % | 7,7 % |
| France entière | 8,3 % | 10 %  | 10 %  |

En 2018, la population âgée de 15 à 64 ans s'élève à 111 personnes, parmi lesquelles on compte 73,7 % d'actifs (65,8 % ayant un emploi et 7,9 % de chômeurs) et 26,3 % d'inactifs,. Depuis 2008, le taux de chômage communal (au sens du recensement) des 15-64 ans est supérieur à celui du département, mais inférieur à celui de la France.
La commune fait partie de la couronne de l'aire d'attraction du Puy-en-Velay, du fait qu'au moins 15 % des actifs travaillent dans le pôle,. Elle compte 46 emplois en 2018, contre 52 en 2013 et 54 en 2008. Le nombre d'actifs ayant un emploi résidant dans la commune est de 73, soit un indicateur de concentration d'emploi de 63,3 % et un taux d'activité parmi les 15 ans ou plus de 46 %.
Sur ces 73 actifs de 15 ans ou plus ayant un emploi, 23 travaillent dans la commune, soit 32 % des habitants. Pour se rendre au travail, 76 % des habitants utilisent un véhicule personnel ou de fonction à quatre roues, 1,3 % les transports en commun, 12 % s'y rendent en deux-roues, à vélo ou à pied et 10,7 % n'ont pas besoin de transport (travail au domicile).

## Culture locale et patrimoine

### Lieux et monuments
Lieux-dits : Champels, Chazaloux, Douchanez, Escluzels, Freycenet, Fontannes, La Borie, La Croix Blanche, La Croze, La Valette, La Vialle d'Estours, La Molle, Le Huitième, Les Chastres, Les Hers, Montaure, Pissis, Ramenac.

### Personnalités liées à la commune
- Jean-Antoine Cubisole (1811, 1877), sculpteur français né à Monistrol (Montaure)[28]

### Voie antique
La commune est idéalement placée pour figurer Condate inscrit sur la Table de Peutinger entre Ruessio (Saint-Paulien) et Anderitum (Javols).
Monistrol-d'Allier est sur le tracé en ligne droite entre ces deux anciennes capitales. Condate indique une confluence. Ce qui est le cas entre les deux rivières l'Allier et l'Ance du Sud.

### Pèlerinage de Compostelle
Sur la via Podiensis du pèlerinage de Saint-Jacques-de-Compostelle. On vient de Saint-Privat-d'Allier, la prochaine commune est Saugues avec la collégiale Saint-Médard et l'ancien hôpital Saint-Jacques.

### Religieux
Monistrol a pour église, et pour presbytère, un ancien prieuré roman qui dépendait de l'abbaye de la Chaise-Dieu.
Derrière le chevet, une croix gothique, des XVe ou XVIe siècle, porte, sur son fût un bourdon.
Les personnages latéraux semblent représenter saint Jacques lui-même ou l’un de ces humbles en marche vers Compostelle.

#### Hameau d’Escluzels

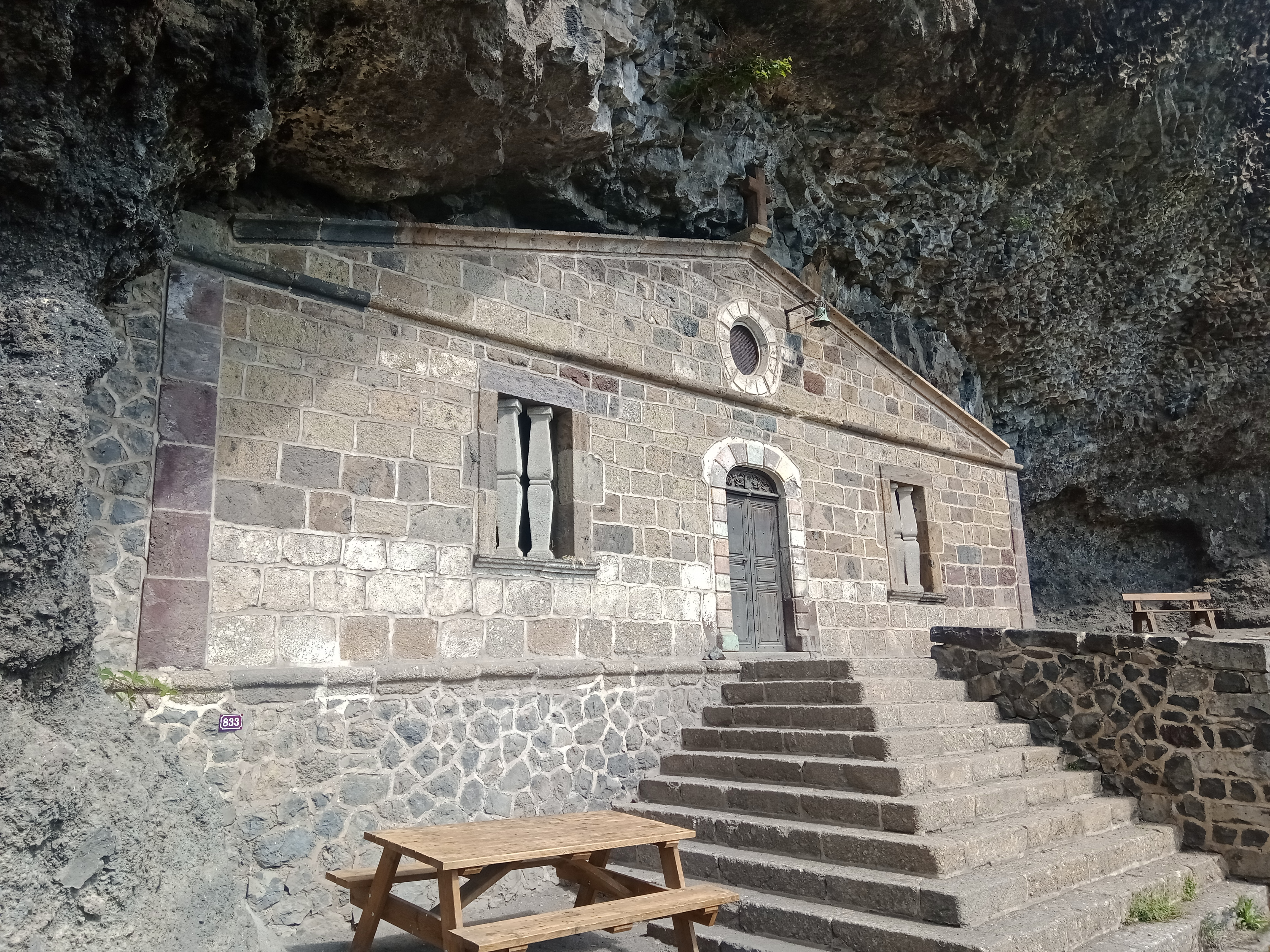
La chapelle Sainte-Madeleine.
Un texte de 1312 évoque un oratoire de la région de Monistrol, dédié à sainte Madeleine. Est-ce la grotte actuelle qui, selon certains, aurait servi d'habitation celtique, et serait la réplique de celle de la Sainte-Baume ?
Au XVIIe siècle, une façade de pierre surmontée d'un fronton vint la clore et la transformer en chapelle ; elle connut, à la fin de ce siècle, une grande célébrité.
Dans les tombeaux taillés dans le roc, à droite et à gauche de la chapelle, on a trouvé des ossements de femme et d'enfant, ainsi que des pièces de monnaie du début du XVIIe siècle. Ces sarcophages datent-ils de cette période ou furent-ils réemployés ?
Placée sur le chemin de pèlerinage, elle était une halte tout indiquée au cours d'une rude escalade.

### Héraldique
| Blason de Monistrol-d'Allier | Blason  | D'azur à un monastère de quatre arches perroné de deux degrés, sommé à dextre d'un clocher et à senestre d'une croix latine, le tout d'argent maçonné de sable et ouvert de gueules, soutenu d'un cygne nageant sur une rivière mouvant de la pointe, le tout d'argent. |
| Blason de Monistrol-d'Allier | Détails | Le statut officiel du blason reste à déterminer. |

## Galerie

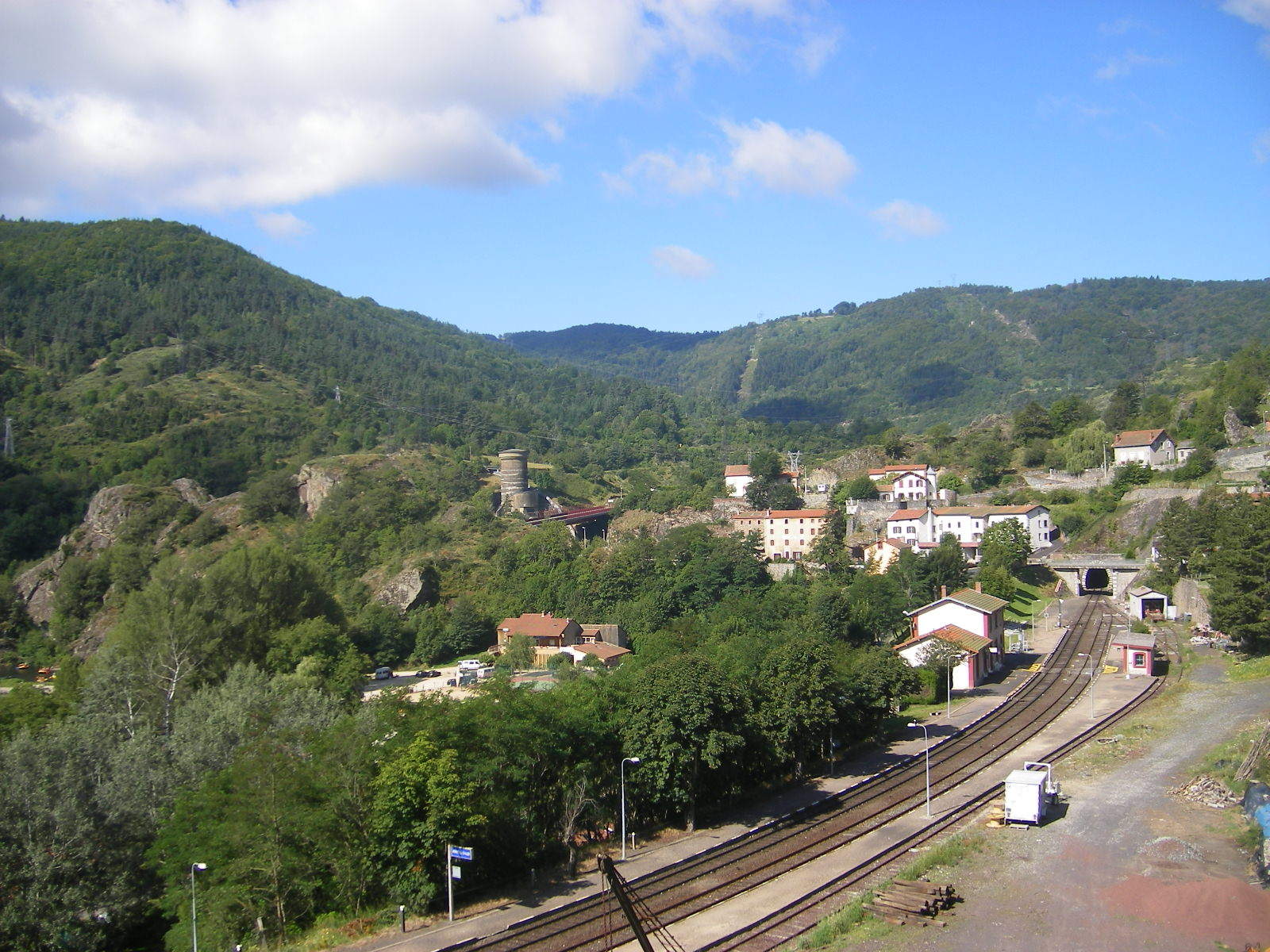
Monistrol-d'Allier.
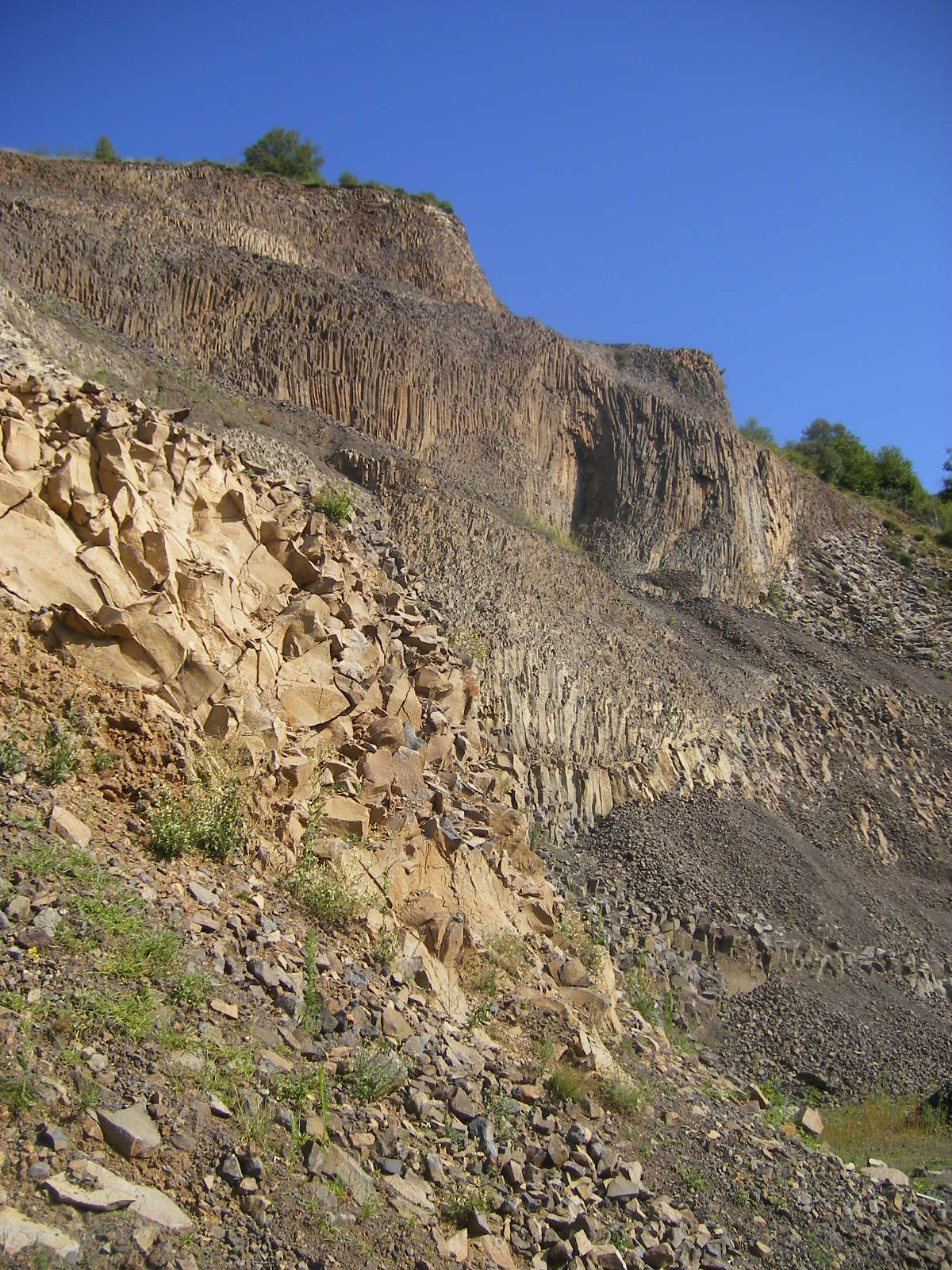
Monistrol-d'Allier.
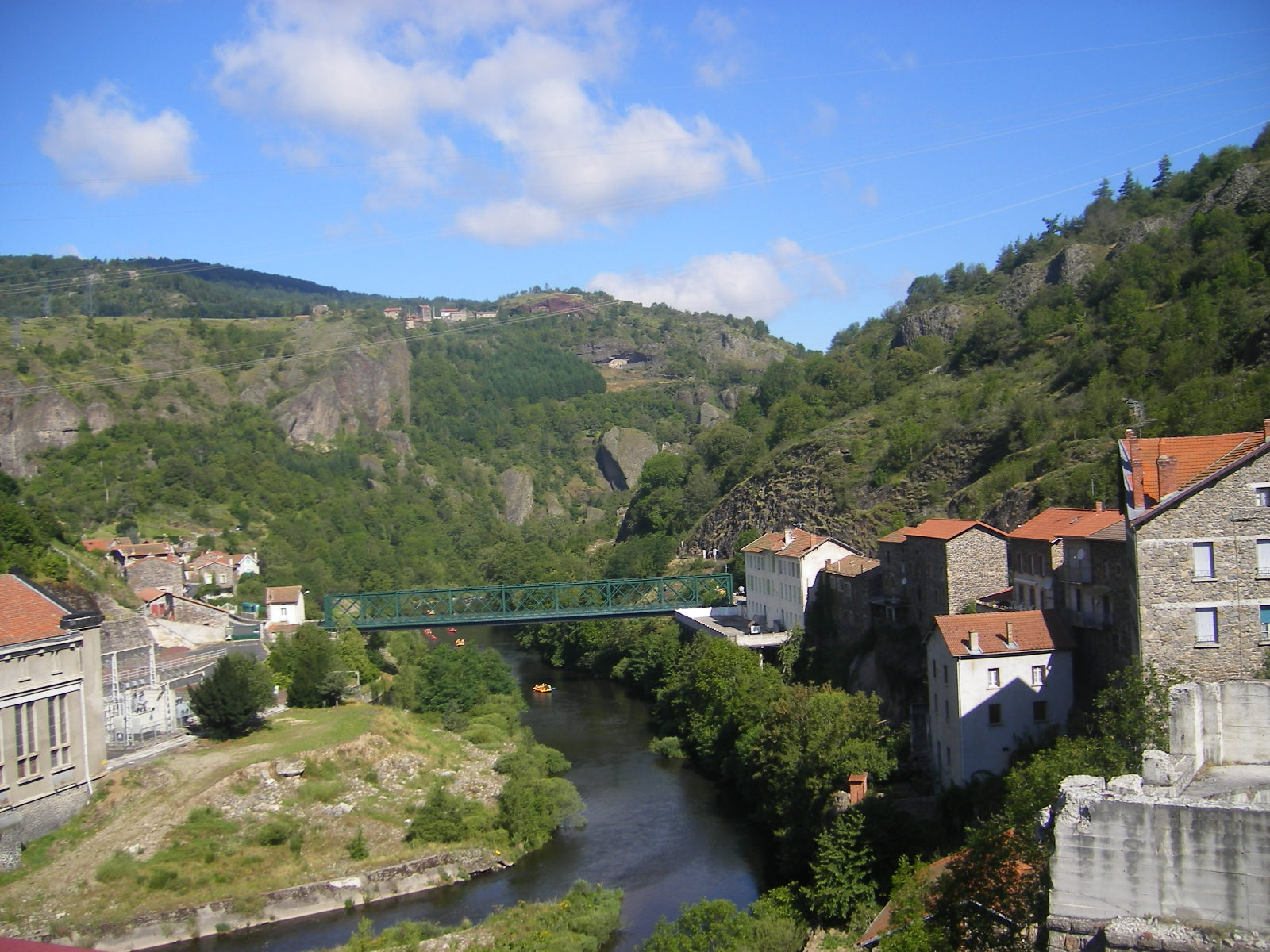
Monistrol-d'Allier.
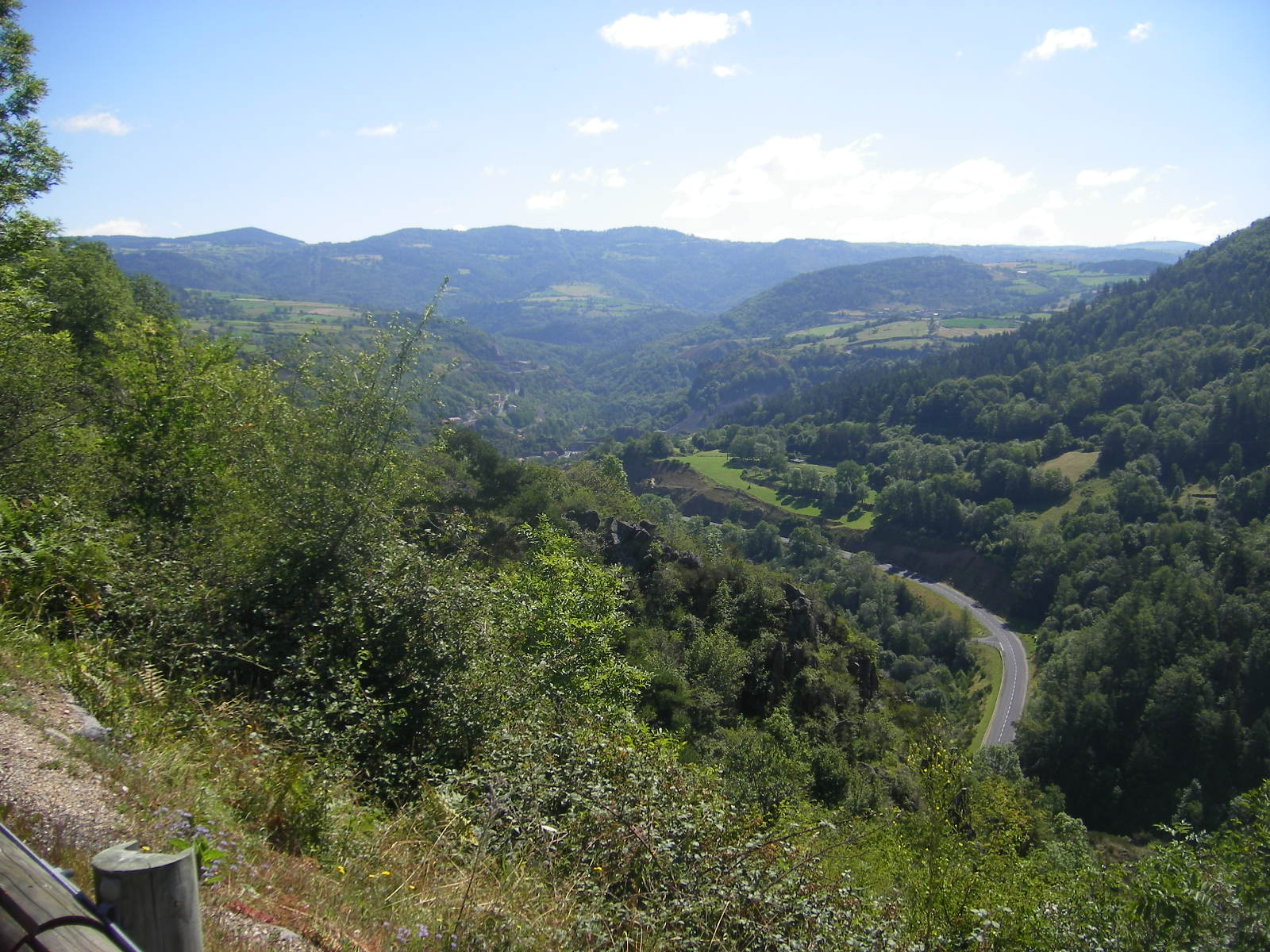
Monistrol-d'Allier.
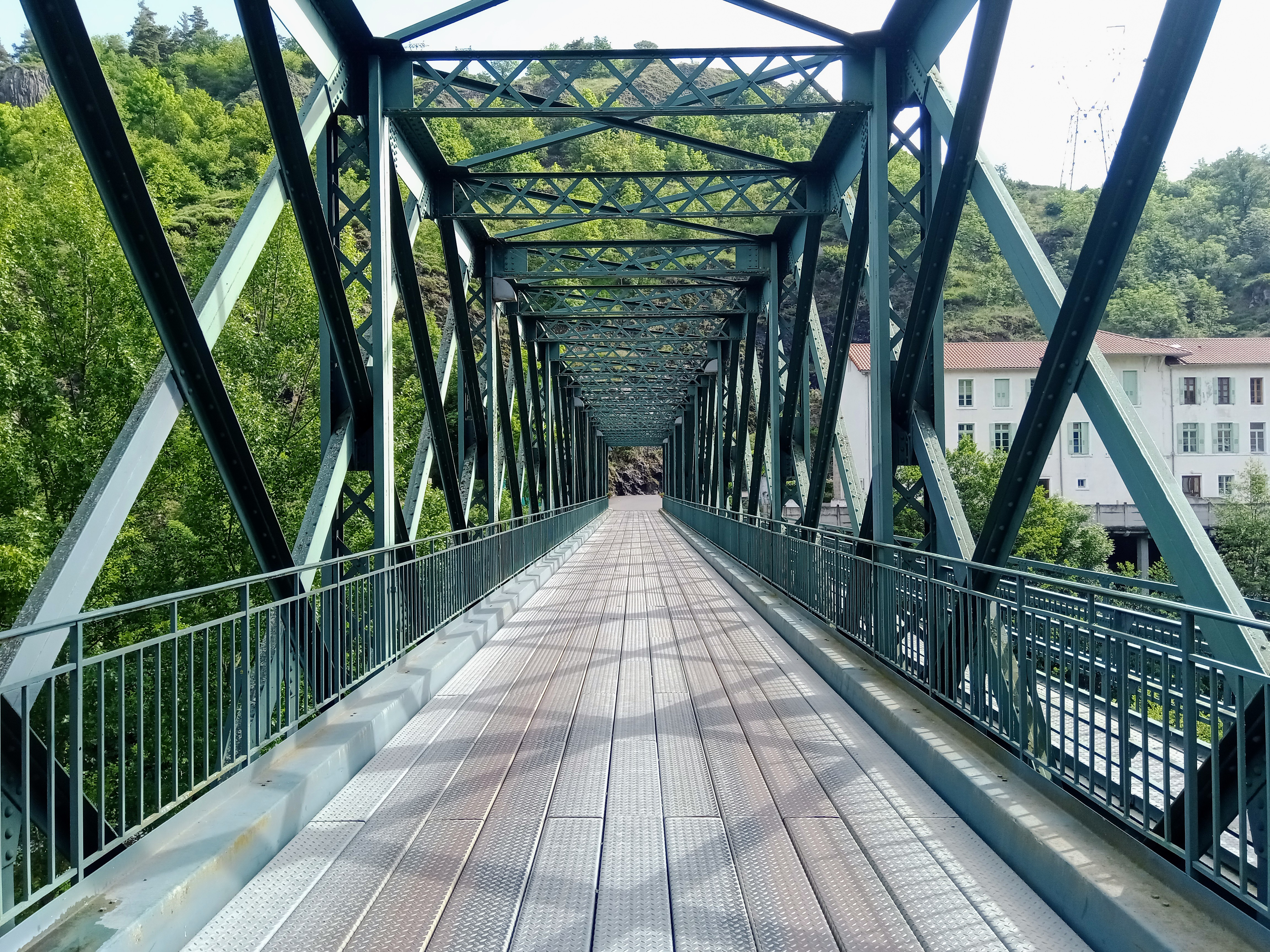
Le pont Eiffel.